# 和光大学の人物一覧
和光大学の人物一覧（わこうだいがくのじんぶついちらん）は、和光大学に関係する人物の一覧記事。

## 著名な教職員

### 現代人間学部
- 菅野恵 - 心理教育学科教授
- 末木新 - 心理教育学科教授
- 上野俊哉 - 人間科学科教授
- 今福龍太 - 人間科学科特任教授

### 表現学部
- 椛田ちひろ芸術学科准教授
- 小林茂 - 総合文化学科教授
- 酒寄進一 - 総合文化学科教授
- 野々村文宏 - 芸術学科准教授
- 松枝到 - 芸術学科名誉教授
- 松村一男 - 総合文化学科教授
- 沖田瑞穂-総合文化学科教授

## 名誉教授及び過去在籍教職員
- 井上輝子 - 名誉教授、女性学
- 川崎庸之　- 日本史学
- 近藤忠義 - 国文学者
- 岸田秀 - 名誉教授（精神分析学）
- 最首悟 - 名誉教授、元人間関係学科教授（環境哲学）
- 高杉一郎　- 評論家、小説家
- 津野海太郎 - 名誉教授
- 前田耕作 - 名誉教授、和光学園理事、アフガニスタン文化研究所所長、（アジア文化研究）
- 丸木政臣 - 学園長、元小・中・高等学校長（社会科）
- 小野忍 - 元人文学部教授、中国文学者
- 武者小路穣 - 名誉教授、日本史学者
- 古田拡 - 名誉教授、国文学者
- 永原慶二 - 名誉教授、歴史学者
- 西順蔵　- 中国思想
- 原田勝正 - 名誉教授、元和光学園理事、歴史学者、鉄道史
- 針生一郎 - 名誉教授、美術評論家、文芸評論家、日本美術評論家連盟会長
- 石原静子 - 名誉教授、元和光学園理事長、心理学者
- 安永寿延 - 日本文学、思想研究
- 奥平英雄 - 日本美術史家、日本美術評論家
- 大塚勝夫 - 経済学者
- 中野光 - 教育学者
- 李進熙 - 名誉教授、歴史学者
- 小沢牧子 - 臨床心理学者
- 三宅輝幸 - 経済経営学部・大学院教授。大学院委員長
- 西研 - 現代人間学部 現代社会学科教授（哲学）
- 太田素子 - 教育学
- 浅見克彦 - 経済学
- 武田巧 - 経済学
- 山本ひろ子 - 神話学
- 奥須磨子 - 日本経済史
- 村井紀 - 日本近代思想
- 竹信三恵子 - 社会学者
- 吉川信 - 英文学者
- 松枝到 - 芸術学科名誉教授
- 打越正行 - 現代人間学部人間科学科講師[1]、社会学者

## 著名な出身者

### 実業
- 古川享 - マイクロソフト日本法人初代代表取締役社長、慶應義塾大学教授（中退）
- 栗野宏文 - 元ユナイテッドアローズ常務取締役、上級顧問クリエイティブディレクション担当
- 田邊伸明 - ジェブエンターテイメント代表取締役

### 学術
- 阿部泰郎 - 民俗学者 宗教学者、龍谷大学教授、名古屋大学名誉教授
- 天野珠路 - 保育士、鶴見大学短期大学部教授
- 上野俊哉 - 社会学者、評論家
- 加藤到 - 東北芸術工科大学准教授
- 常世田良 - 立命館大学教授
- 南部静子 - 光塩学園理事長、料理研究家
- 町田忍 - 自称「庶民文化研究家」、エッセイスト
- 松枝到 - 美術史家、評論家、エッセイスト
- 諸橋泰樹 - フェリス女学院大学教授
- 吉川悟 - 龍谷大学教授、臨床心理学者

### 文芸
- 磯部涼 - フリーライター
- 虚淵玄 - シナリオライター、作家
- 大山尚利 - 作家、第12回「日本ホラー小説大賞長編賞」受賞
- 岡田惠和 - 脚本家、「橋田賞」、「向田邦子賞」受賞（中退）
- 笠井潔 - 小説家、評論家、「角川小説賞」受賞
- 釜澤安季子 - 放送作家（中退）
- 木坂涼 - 詩人、「現代詩花椿賞」受賞
- 切通理作 - ライター、評論家、表現学部非常勤講師、「サントリー学芸賞」受賞
- 佐川一政 - 作家、パリ人肉事件犯人
- 鈴木工務店 - 放送作家
- 積木鏡介 - 作家、第6回「メフィスト賞」受賞
- 富安陽子 - 児童文学作家、「小学館文学賞」「新美南吉児童文学賞」「産経児童出版文化賞」「野間児童文芸賞」受賞
- 内藤みか - 携帯小説家、エッセイスト
- 楡周平 - 作家、経済小説
- 火浦功 - 作家、「星雲賞」受賞（中退）
- 前田司郎 - 劇作家、演出家、俳優、五反田団主宰、「岸田國士戯曲賞」「三島由紀夫賞」受賞
- 水野眞由美 - 俳人、「中新田俳句大賞」受賞
- 光益公映 - 作家、脚本家

### 漫画
- あおきてつお - 『島根の弁護士』
- おぎぬまX - 第91回赤塚賞入選
- 香川まさひと
- 岩明均 - 『寄生獣』（中退）
- 上野顕太郎 - 『帽子男は眠れない』
- 永福一成 - 『チャイルド★プラネット』
- 葛西映子 - 『ドボン&ウズ・メメス』
- くじらいいく子 - 『アイスマン』
- 久米田康治 - 『さよなら絶望先生』
- 幸田もも子
- 篠原烏童 - 『ファサード』
- 霜月たかなか - 漫画評論家、コミックマーケット初代準備会代表
- 田代哲也
- 近石まさし
- ぬまじりよしみ - 『ひがみちゃんJam』
- 野部利雄 - 『のぞみウィッチィズ』
- 松本大洋 - 『ピンポン』（中退）
- 柳沢きみお - 『翔んだカップル』（中退）
- 吉田戦車 - 『伝染るんです。』
- 吉永龍太 - 『チノミ』
- 中村明日美子 - 『同級生』

### 芸術
- 呉昇一 - 彫刻家
- ジョヴァンニ安東 - 芸術家（サイバーゲージツ家）
- 津久井智子 - 消しゴムはんこ職人
- 丸田祥三 - 写真家、表現学部非常勤講師、「日本写真協会新人賞」受賞
- 平田さゆり - スタイリスト、ファッションディレクター
- 柴崎春通 - 水彩画家、水彩画講師、YouTuber

### ジャーナリズム
- 大倉直 - ノンフィクション作家
- 中條寿子 - 「小悪魔ageha」編集
- 山田直樹 - 編集者が選ぶ雑誌ジャーナリズム賞 受賞
- 林溪清 - モータージャーナリスト
- 慎武宏 - ノンフィクションライター、第13回ミズノスポーツライター賞最優秀を受賞
- 三留まゆみ - 映画評論家、イラストレーター 、キネマ旬報ベスト10選考委員（中退）
- 安田まゆみ - 元「NNN Newsリアルタイム」コメンテーター、ファイナンシャルプランナー
- 小倉東 - 元「Badi」編集長代行（スーパーバイザー）

### 映像
- ウスイヒロシ - 映画監督
- 翁長裕 - 映像作家（中退）
- 小林基己 - 撮影監督
- 竹内鉄郎 - 映像作家
- 鶴田法男 - 映画監督、「ほんとにあった怖い話」
- 萩生田宏治 - 映画監督、「神童」
- 蜂須賀健太郎 - 映画監督、「黄昏のアインシュタイン」
- 原口智生 - 映画監督、特殊メイクアップアーティスト（中退）
- 平野友康 - メディアクリエイター、デジタルステージ代表取締役
- 青海亮太 - ゲームクリエイター、ドラゴンクエストゲームプロデューサー

### 芸能
- 安間千紘 - タレント、女優
- エド山口 - タレント（中退）
- 江原啓之 - スピリチュアルカウンセラー（中退）
- 笠原大 - 俳優
- 栗原心平 - 料理研究家
- コトブキツカサ - お笑い芸人（中退）
- 髙地優吾 - アイドルタレント、SixTONES
- 逆木圭一郎 - 俳優（劇団☆新感線）、声優（中退）
- Gたかし - ものまね芸人（中退）
- 鈴木杏 - 女優
- 高見恭子 - タレント（中退）
- 中村公平 - 俳優、演出家、劇団レトロノート
- 二階堂智 - 俳優
- 西原久美子 - 女優、声優（中退）
- まーちりん - アイドルタレント、Black Diamond-from2000-
- 宮田幸季 - 声優
- 室岡悟 - 俳優
- 吉川正洋 - お笑い芸人、ダーリンハニー
- 吉田桂子 - モデル、女優
- 和田泰右 - 俳優

### 音楽
- 石川浩司 - 元たま（中退）
- 石崎ひゅーい - シンガーソングライター
- 田島貴男 - ORIGINAL LOVE
- カサギマナブ - Miss Goblin
- 坂口修一郎 - Double Famous
- 加藤有加利 - RYTHEM
- 新津由衣 - RYTHEM
- コシミハル（越美晴） - シンガーソングライター
- 佐久間正英 - 音楽プロデューサー（元四人囃子）
- 谷野ひとし - ジャックス、ベーシスト
- 水橋春夫 - ジャックス、ギタリスト
- テミヤン - フォークシンガー
- 西島三重子 - 歌手、作曲家（歌謡曲） （中退）
- 橋本潮 - 歌手、『ドラゴンボール』ED曲の『ロマンティックあげるよ』等
- 早川義夫 - ジャックス（中退）
- 嶺川貴子 - 歌手
- 浜野謙太 - SAKEROCK、トロンボーン奏者
- 山本和智 - 現代音楽作曲家
- 竹澤汀 - シンガーソングライター 、元「Goosehouse」メンバー
- カネコアヤノ - シンガーソングライター

### スポーツ
- 高倉麻子 - サッカー日本女子代表監督、元女子サッカー日本代表、アトランタオリンピック出場
- 隅田凜 - 女子サッカー選手。日テレ・ベレーザ所属。2016 U-20女子ワールドカップ日本代表
- 勝村周一朗 - 総合格闘家
- 梅沢菊次郎 - プロレスラー、プロレスリングアライヴ所属。

### 政治
- 佐々木奈保美 - 衆議院議員
- 北上哲仁 - 兵庫県議会議員
- 椛澤洋平 - 千葉市議会議員

### その他
- 程永華 - 中華人民共和国駐日本特命全権大使（二年間在学）
- 大塚美枝子 - ホノルル日本人商工会議所初女性会頭、ハワイ商工会議所元理事
- 加藤能敬 - 革命運動家、連合赤軍山岳ベース事件被害者
- 臼井二美男 - 義肢装具士（中退）